# Vorwärts (Deutschland)
Der Vorwärts ist eine 1876 als „Central-Organ der Sozialdemokratie Deutschlands“ gegründete Zeitung. Bis in die Gegenwart ist der vorwärts (Kleinschreibung seit 1994) Parteizeitung der Sozialdemokratischen Partei Deutschlands.

## Gründung und erste Rückschläge

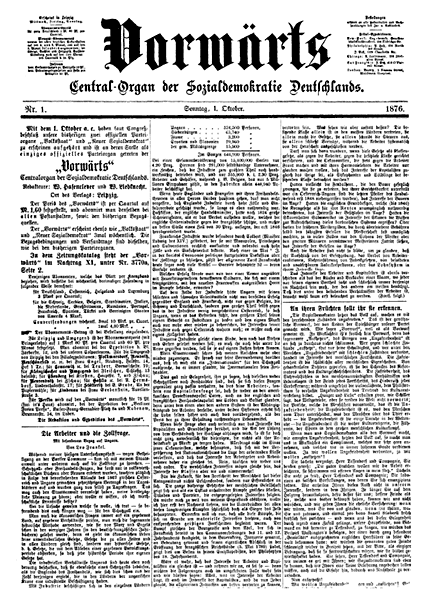
Titelseite des Vorwärts vom 1. Oktober 1876

Die erste Ausgabe der in Leipzig als Zentralorgan der Sozialistischen Arbeiterpartei Deutschlands gegründeten Zeitung erschien am 1. Oktober 1876 und ersetzte die bisherigen Parteizeitungen Der Volksstaat und Neuer Social-Demokrat. Der Vorwärts (Untertitel: Central-Organ der Sozialdemokratie Deutschlands) erschien unter der Leitung von Wilhelm Liebknecht und Wilhelm Hasenclever zunächst dreimal in der Woche.
Vom 3. Januar 1877 bis 7. Juli 1878 publizierte die Zeitung eine Reihe von Artikeln Friedrich Engels’, die später gesammelt als der Anti-Dühring veröffentlicht wurden und als eines der bedeutendsten und bekanntesten Werke des Marxismus gelten. Zu den Korrespondenten des Parteiblattes gehörte auch Eleanor Marx.
Als Folge des Sozialistengesetzes musste der Vorwärts am 26. Oktober 1878 sein Erscheinen einstellen; er erschien 1879 illegal in Zürich unter dem Titel Der Sozialdemokrat weiter.
Am 1. Januar 1891, im Jahr nach der Aufhebung des Sozialistengesetzes, wurde die Zeitung unter dem Titel Vorwärts – Berliner Volkszeitung, Central-Organ der Sozialdemokratischen Partei Deutschlands in Berlin erneut gegründet und diente jetzt als Zentralorgan der SPD, in die die Sozialistische Arbeiterpartei 1890 umbenannt worden war. Chefredakteur war erneut, und bis zu seinem Tod 1900, Wilhelm Liebknecht. Der Vorwärts erschien nun als Tageszeitung.
1895 wurde im Vorwärts der private, sogenannte Scheiterhaufenbrief (vom 14. August 1888) des Hofpredigers Adolf Stoecker an den Chefredakteur der Kreuzzeitung Wilhelm Joachim von Hammerstein veröffentlicht, in dem gezielte Intrigen unterbreitet wurden, um Bismarck zu stürzen. 1902 denunzierte der Vorwärts Friedrich Alfred Krupp als homosexuell, „da der Fall auch vielleicht den Anstoß giebt, endlich seinen § 175 aus dem deutschen Strafgesetzbuch zu entfernen, […] der das Laster nicht ausrottet, aber das Unglück zur furchtbaren Qual verschärft“. Krupp wurde in dem Artikel vom 15. November 1902 als „pervers veranlagt“ bezeichnet. Diese Veröffentlichung trug der Redaktion um Kurt Eisner heftige Kritik auch aus den eigenen Reihen der Partei ein.
Eisner war ab 1900 – zuvor von Liebknecht selbst angeworben – dessen Nachfolger, bis er und andere Redakteure 1905 wegen ihrer Positionen im Revisionismusstreit in Konflikt mit der offiziellen Linie des Parteivorstandes und seiner Presskommission gerieten und den Vorwärts verließen.
Im Oktober 1902 zog die Redaktion und der Verlag in das Gebäude Lindenstraße 3, wo die Zentrale des Vorwärts bis 1933 ansässig war.

## Erster Weltkrieg und Revolution
Ab ungefähr 1910 leitete Rudolf Hilferding die Redaktion. Er lehnte die seit Kriegsbeginn betriebene Burgfriedenspolitik des Parteivorstandes ab. Der Vorwärts unternahm jetzt „eine Gratwanderung zwischen unabhängiger Berichterstattung und Anpassung an die Zensurvorschriften“. Als sich 20 Reichstagsabgeordnete der SPD im Dezember 1915 in einer Erklärung von der Kriegspolitik distanzierten, machte sich das Parteiorgan diese Position zu eigen. Damit stand es, ähnlich wie zu Eisners Zeit, in diesem Punkt in Opposition gegen die Mehrheit des Parteivorstands und der Reichstagsfraktion. Dieser Zustand endete 1916, als der Parteivorstand Friedrich Stampfer der Redaktion als Kontrolleur zuordnete. Stampfer wurde kurz darauf, am 9. November 1916, Chefredakteur. Hilferding war 1915 zur österreichisch-ungarischen Armee eingezogen worden. Diese direkte Einflussnahme des Parteivorstandes auf die inhaltliche Ausrichtung und personelle Zusammensetzung der Redaktion sorgte als „Vorwärts-Raub“ für großes Aufsehen weit über Berlin hinaus. Brisant war nicht nur, dass eine Reihe von kritischen Redakteuren wie Ernst Däumig, Ernst Meyer und Heinrich Ströbel nun entlassen wurde. Hinzu kam noch, dass der Militärbefehlshaber von Berlin ebenfalls mitgewirkt hatte. In der Folge verlor die Zeitung einen erheblichen Teil ihrer Berliner Leser.
Am 7. November 1918 gab es sechs Extra-Ausgaben.
Nach Kriegsende vertrat Stampfer einen kämpferisch pro-parlamentarischen Kurs; der Vorwärts unterstützte die Wahl der verfassunggebenden Deutschen Nationalversammlung und bekämpfte die Ziele und Methoden des Spartakusbundes, dessen Januaraufstand im Jahr 1919 auch die Redaktions- und Verlagsgebäude in der Lindenstraße 3 der jetzt mehrmals täglich erscheinenden Zeitung als Schauplatz hatte. Am 10. Januar beschoss das Freikorps Potsdam mit Artillerie das Gebäude und stürmte es dann, um die Besetzung durch Kommunisten zu beenden. Stampfer blieb, mit einer kurzen Unterbrechung aus Protest gegen die Unterzeichnung des Versailler Vertrages, Chefredakteur bis 1933 und auch in der anschließenden Emigrationsphase in Karlsbad.
Mit der Reichstagsbrandverordnung vom 28. Februar 1933 wurde der Vorwärts wie zahlreiche andere Zeitungen verboten. Die vorerst letzte Ausgabe erschien an diesem Tag mit dem Aufmacher Riesenbrand im Reichstag.

## DerVorwärtsim Exil
Bereits am 18. Juni 1933 gab der ins Exil nach Prag geflüchtete Parteivorstand unter dem Titel Neuer Vorwärts wieder eine wöchentlich erscheinende Zeitung heraus. Wegen des wachsenden Drucks der Nationalsozialisten auf die tschechoslowakische Regierung wurde der Sitz der Redaktion 1938 nach Paris verlegt, wo der Neue Vorwärts bis zum Einmarsch der deutschen Truppen im Mai 1940 erschien.

## Wiedergründung
Am 11. September 1948 erschien die erste Ausgabe nach dem Krieg, jetzt als Neuer Vorwärts. Zentralorgan der Sozialdemokratischen Partei Deutschlands in Hannover und Köln. Kurt Schumacher war mitverantwortlicher Redakteur. (Den bisherigen Titel Vorwärts. Berliner Volksblatt hatte seit 1946 eine Wochenzeitung des Organisationsausschusses Groß-Berlin der SPD und KPD, dann der Groß-Berliner SED-Bezirksleitung.)
Es gab dazu regionale SPD-Zeitungen, wie Das Volk in Ost-Berlin (1945–1946) und Der Sozialdemokrat in West-Berlin (1946–1949).
Seit dem 1. Januar 1955 hieß die Zeitung wieder
Vorwärts, jetzt als Sozialdemokratische Wochenzeitung. Der Sitz der Redaktion wurde nach Bonn verlegt, Josef Felder wurde Chefredakteur.

## Wandel zur Mitgliederzeitung und zum Monatsblatt für soziale Demokratie
An die Erfolge der Vorkriegs- und Exilzeit konnte der Vorwärts nicht mehr anknüpfen. Als Folge wurde immer wieder über eine Konzeptänderung oder sogar Einstellung diskutiert. 1976 stellte man auf ein neues Format um, 1986 erfolgte ein grundlegender Umbau des Vorwärts zum Magazin. Doch auch das geänderte redaktionelle Konzept und der Wechsel zum kleineren Format brachten keinen Aufschwung. Am 31. Januar 1989 entschied sich der SPD-Parteivorstand, den wöchentlich erscheinenden Vorwärts aus Kostengründen einzustellen. Doch dessen Redakteure und Mitarbeiter wollten weitermachen. 1989, nachdem die Auflage längere Zeit unter 50.000 Exemplare gesunken war, kam das Ende der Wochenzeitschrift: Der Vorwärts wurde mit dem Sozialdemokrat Magazin zum Mitgliedermagazin verschmolzen und erschien nun monatlich unter dem Titel Vorwärts / Sozialdemokratisches Magazin.
1994 erfuhr der Vorwärts, der als Mitgliedermagazin eine Auflage von über 800.000 Exemplaren erreichte, erneut eine grundlegende Überarbeitung. Das Konzept des Verlagskaufmanns Jens Berendsen und des Journalisten Frank Suplie, beide aus Elmshorn, sah weiterhin eine monatliche Erscheinungsweise vor, jedoch wieder im Zeitungsformat und mit einer moderneren, farbigen Aufmachung. Das neue Konzept war erfolgreich. Die Zahl der Leser stieg innerhalb von drei Jahren von 800.000 auf 1,2 Millionen Leser pro Ausgabe, und auch das Anzeigengeschäft nahm zu. Frank Suplie leitete den Verlag bis kurz vor seinem tödlichen Unfall 2002. In seine Zeit fiel das 125-jährige Bestehen der Zeitung und er initiierte die Darstellung der Blattgeschichte in Form eines Sonderteils im Vorwärts.
Seit Januar 2007 war die Zeitung unter Uwe-Karsten Heye in neuer Form für 2,50 Euro wieder an ausgewählten Kiosken erhältlich. Neben inhaltlichen Erweiterungen insbesondere um einen großen Kulturteil wurde auch das Layout überarbeitet. So sollte die Zeitung von einem kostenlosen Mitgliedsblatt zu einem offenen Forum auch externer Autoren mit kontroversen Meinungen entwickelt werden. Im November 2006 lag die Auflage bei 515.000 Exemplaren. Ziel der neuen Strategie war es, über die Mitglieder hinaus neue Leser aus dem Kreis der Sympathisanten und Wähler zu gewinnen. Im Februar 2012 lag die Auflage des Vorwärts bei nur noch 455.436 Exemplaren.
Seit 2015 erscheint das Blatt nur noch sechsmal im Jahr. Mit der ersten Ausgabe 2020 ist die Zeitschrift auch als E-Paper mit zusätzlichen Informationen, Podcasts und Videos erhältlich.
Es gibt zudem 17 Regionalausgaben:
- Baden-Württemberg: vorwärts Extra Baden-Württemberg
- Bayern: Bayern vorwärts
- Berlin: Berlin vorwärts
- Brandenburg: Roter Adler
- Bremen: Bremer Forum
- Hamburg: Hamburger Kurs
- Hessen-Nord: Blickpunkt Nordhessen
- Hessen-Süd: Sozialdemokrat
- Mecklenburg-Vorpommern: NordOstPost
- Niedersachsen: vorwärts SPD Niedersachsen
- Nordrhein-Westfalen: SPD NRW vorwärts
- Rheinland-Pfalz: vorwärts RLP
- Saarland: Saar vorwärts
- Sachsen: Sachsen vorwärts
- Sachsen-Anhalt: vornewech
- Schleswig-Holstein: vorwärts Extra Schleswig-Holstein
- Thüringen: vorwärts Thüringen

Der Vorwärts erscheint mittlerweile im kleinformatigen halbrheinischen Format.

## Auflage
Der Vorwärts hat in den vergangenen Jahren etwa die Hälfte der höchsten Auflage erreicht. Seit Ende 2019 wird die Auflage nicht mehr der IVW gemeldet. Die zuletzt dort registrierte Auflage erreichte 356.070 verkaufte Exemplare.
| 1998   | 1999   | 2000   | 2001   | 2002   | 2003   | 2004   | 2005   | 2006   | 2007   | 2008   | 2009   | 2010   | 2011   | 2012   | 2013   | 2014   | 2015   | 2016   | 2017   | 2018   | 2019 | 2020 | 2021 | 2022 | 2023 | 2024 |
| ------ | ------ | ------ | ------ | ------ | ------ | ------ | ------ | ------ | ------ | ------ | ------ | ------ | ------ | ------ | ------ | ------ | ------ | ------ | ------ | ------ | ---- | ---- | ---- | ---- | ---- | ---- |
| 691016 | 675210 | 681747 | 636342 | 610968 | 572910 | 529503 | 515343 | 496779 | 477659 | 460173 | 451485 | 449646 | 417519 | 406553 | 401984 | 394892 | 379391 | 370201 | 379864 | 379359 |      |      |      |      |      |      |

## Chefredakteure
In der Zeit zwischen dem Tod Liebknechts und dem Eintritt Stampfers gab es offiziell keine persönliche, sondern kollektive Redaktionsleitung(en); genannt sind mit Eisner, Hilferding und Ströbel die de facto leitenden Redakteure.
- Wilhelm Liebknecht 1876–1878, 1891–1900
- Wilhelm Hasenclever 1876–1878 mit Liebknecht
- Kurt Eisner 1900–1905
- Heinrich Ströbel ab 1905[19]
- Rudolf Hilferding 1907 (oder später) –1915
- Heinrich Ströbel 1915–1916
- Friedrich Stampfer 1916–1919, 1920–1933 und nach 1933 im Exil (Neuer Vorwärts)
- Paul Bader 1919–1920
- Curt Geyer 1938–1940 im Exil (Neuer Vorwärts)
- Gerhard Gleißberg 1948–1954 (Neuer Vorwärts)
- Josef Felder 1955–1957
- Horst Flügge 1958
- Jesco von Puttkamer 1959–1971
- Gerhard E. Gründler 1971–1976
- Hermann Schueler 1976 (kommissarisch)[20]
- Friedhelm Merz 1976–1979
- Günter Walter (kommissarisch, Zeitraum unklar)[21]
- Gerhard Hirschfeld 1981–1986
- Gode Japs 1986–1987 (kommissarisch)[22]
- Günter Verheugen 1987–1989
- Ulla Lessmann 1989–1994 (Vorwärts/Sozialdemokrat-Magazin)
- Frank Suplie 1994–2002
- Susanne Dohrn 2002–2006 (bis 2004 kommissarisch)
- Uwe-Karsten Heye 2006–2010
- Uwe Knüpfer 1. Oktober 2010 – 31. Dezember 2012[23]
- Karin Nink seit 1. Januar 2013

Redakteure beim Vorwärts waren unter vielen anderen Georg Gradnauer, Rosa Luxemburg (acht Wochen lang), Ernst Däumig, Rudolf Wissell, Franz Klühs, Erich Kuttner, Friedrich Ebert (jun.), Ernst Reuter, Victor Schiff, Paul Löbe, Paul Hertz, Erich Rinner, Michael Scholing und Hartmut Urban; als freier Mitarbeiter schrieb Kurt Tucholsky.